# Веняиха
Веняиха — деревня в Красносельском районе Костромской области. Входит в состав Сидоровского сельского поселения.

## География
Находится в юго-западной части Костромской области на расстоянии приблизительно 8 км на юг по прямой от районного центра поселка Красное-на-Волге в правобережной части района на правом берегу речки Шача к востоку от города Волгореченск.

## История
Известна с 1872 года, когда здесь было учтено 11 дворов, в 1907 году отмечено было 25 дворов.

## Население
Постоянное население составляло 72 человека (1872 год), 97 (1897), 119 (1907), 20 в 2002 году (русские 100 %), 29 в 2022.